# Wächterpreis der deutschen Tagespresse
Der Wächterpreis der deutschen Tagespresse ist eine Auszeichnung für Journalisten und Redaktionen, die seit 1969 jährlich von der Stiftung Freiheit der Presse vergeben wird.
Ausgezeichnet wird kritische und investigative Berichterstattung über Korruption, Vetternwirtschaft, Missstände und Missbrauch. Die couragierte Berichterstattung soll durch die Auszeichnung gewürdigt werden. Außerdem wird der Preis für Abwehr von Angriffen auf die Pressefreiheit vergeben.
Derzeit werden jährlich ein erster, zweiter und dritter Preis vergeben, die jeweils mit 10.000 €, 6.000 € und 4.000 € dotiert sind.

## Geschichte
In der Zeit nach dem Zweiten Weltkrieg wurden von den Westalliierten Lizenzen für neue Zeitungsverlage vergeben. Die Verlage mussten hierbei 20 % ihres Gewinns abführen, um ein Programm zum Wiederaufbau der Presselandschaft zu finanzieren.
1947 wurde die Wirtschaftliche Genossenschaft der Presse gegründet, die das schnell wachsende Vermögen in Form von Startkapital-Krediten an neu gegründete Zeitungsverlage vergeben sollte. 1948 standen rund 36 Millionen Reichsmark zur Verfügung, nach der Währungsreform im Juni 1948 noch 3,5 Millionen DM.
Da der Lizenzzwang im Juni 1949 aufgehoben wurde, war das Vermögen der Genossenschaft bald aufgebraucht. Mit Hilfe eines Kredits aus dem Programm Government Appropiations for Relief in Occupied Areas in Höhe von 15 Millionen DM konnte die Genossenschaft weiter betrieben werden.
Nach Rückzahlung dieses Kredits standen noch 3,2 Millionen DM aus Lizenzeinnahmen zur Verfügung. Mit diesem Vermögen wurde am 31. Januar 1967 die Stiftung „Freiheit der Presse“ ins Leben gerufen, die bis heute den Wächterpreis verleiht.

## Vergabe
Der Preis wird von einer fünfköpfigen Jury verliehen. Seit 2021 besteht diese aus:
- Moritz Döbler, Chefredakteur Rheinische Post (Vorsitzender in der Nachfolge von Hermann Rudolph)
- Hans Eggert, ehemaliger Chefredakteur Sächsische Zeitung
- Laurent Fischer, Verleger und Herausgeber Nordbayerischer Kurier
- Anna Sauerbrey, Journalistin Die Zeit
- Monika Zimmermann, Journalistin

## Preisträger

### 1969
- Ulrich Manz (Weser-Kurier): Berichterstattung über den Bremer Bauskandal

### 1970 bis 1979
1970
- 1970 fand keine Vergabe statt

1971
- 1. Preis: Ernst Geis und Bernd Kollmann (Express): Skandal im Klingelpütz (siehe Klingelpütz-Affäre)
- 2. Preis: Alfons Schiele (Stuttgarter Nachrichten): Bericht über die Zugkatastrophe von Rheinweiler

1972
- 1. Preis: Otto Vilser (Süddeutsche Zeitung): Berichte über städtebauliche Missstände in München
- 2. Preis: Helmut Locher (Düsseldorfer Nachrichten): Aufdeckung von Missständen in der sozialtherapeutischen Modellanstalt Düren

1973
- 1. Preis: Alexander Hoffmann (Frankfurter Neue Presse): Bericht über das Verhältnis von Stadtrat zum Oberbürgermeister
- 2. Preis: Alfred Faber (Der Tagesspiegel): Widerspruch zwischen Stadtplanung und Erhalt von Grünflächen
- 3. Preis: Michael Schnieber (Schwäbische Zeitung): Bericht über die zweifelhafte Vergabe von Bauplätzen

1974
- 1. Preis: Klaus Fischer (Schwäbische Zeitung): Bericht zu überhöhten Diäten durch falsche Angaben
- 2. Preis: Erich Kieckhöfel (Rhein-Zeitung): Der Fall Rengsdorf oder das Millionending
- 3. Preis: Christof Baudrexel (Schwarzwälder Bote): Bericht über die schlechte Unterbringung von Aussiedlern

1975
- 1. Preis: Uwe Schlicht (Der Tagesspiegel): Berichte über die Überprüfung der Verfassungstreue bei Beamten
- 2. Preis: Rudolf Reinhardt (Frankfurter Allgemeine Zeitung): Möblierte Herren vom Bürgermeister
- 3. Preis: Jürgen Steinhoff (Express): Berichterstattung über die Spesenaffäre bei einer Versicherungskasse

1976
- 1. Preis: Dieter Hünerkoch (Bremer Morgenpost): Serie über den Bremer Müllskandal
- 2. Preis: Theo Löbsack (Stuttgarter Zeitung): Berichterstattung über den Einsatz von Antibiotika bei der Kälberzucht
- 3. Preis: Egbert Braun (Darmstädter Echo): Flussregulierung im Gersprenztal

1977
- 1. Preis: Werner Brock (Stuttgarter Zeitung): Berichte über den Missbrauch von amtlich erhobenen, vertraulichen Personaldaten in Baden-Württemberg
- 2. Preis: Maria Roßgoderer (Passauer Neue Presse): Enthüllung zweifelhafter Praktiken bei der Grundstücksvergabe in Vilshofen
- 3. Preis: Ulrich Mackensen (Frankfurter Rundschau): Untersuchung eines antisemitischen Vorfalls an der Bundeswehrhochschule München

1978
- 1. Preis: Renate Holbach (Rhein-Zeitung): Beitrag über psychisch kranke, jugendliche Straftäter
- 1. Preis: Rolf-Dieter Krause (Westfälische Rundschau): Beitrag über Grundstückgeschäfte im Zusammenhang mit der Aufstellung eines Bebauungsplanes
- 2. Preis: Georg Bönisch (Kölnische Rundschau): Berichte über Pannen bei der Fahndung nach den Schleyer-Entführern
- 3. Preis: Anton Andreas Guha (Frankfurter Rundschau): Kontrollpraktiken des Bundesgrenzschutzes in Zusammenarbeit mit dem Verfassungsschutz und dem BND

1979
- 1. Preis: Klaus Kottenkamp (Westdeutsche Allgemeine Zeitung): Berichte über einen Eigenheim-Bauskandal
- 2. Preis: Margret Schencking (Süddeutsche Zeitung): Untersuchung der Folgen einer Entscheidung des Bundesgerichtshofs
- 3. Preis: Dagmar Kutscher (Augsburger Allgemeine): Aufdeckung eines skandalösen Abschiebungsfalls

### 1980 bis 1989
1980
- 1. Preis: Ulrich Ritzel (Schwäbische Zeitung): Berichterstattung über ein sogenanntes Bürgerzentrum in Friedrichshafen
- 2. Preis: Jochen Nottrott (Frankfurter Rundschau): Untersuchung des Maritima-Skandals
- 3. Preis: Johann Freudenreich (Süddeutsche Zeitung): Aufdeckung einer bedenklichen Dienstanweisung der Münchener Polizei

1981
- 1. Preis: Uwe Jacobi (Heilbronner Stimme): Serie über die verschwundenen Heilbronner Ratsprotokolle aus der Nazizeit
- 2. Preis: Winfried F. Szodruch (Westdeutsche Allgemeine Zeitung): Berichterstattung über Missstände beim Sozialwerk St. Georg in Gelsenkirchen
- 3. Preis: Monika Scholten (Augsburger Allgemeine): Behandlung eines Falles der Vermischung von öffentlichen und privaten Interessen

1982
- 1. Preis: Knut Siewert (Hohenloher Tagblatt): Bericht über kommunalpolitische Selbstherrlichkeit in einer kleinen Stadt
- 2. Preis: Herbert Riehl-Heyse (Süddeutsche Zeitung): Darstellung menschlicher Unzulänglichkeiten im rechtsstaatlichen Alltag
- 3. Preis: Klaus-Werner Schunk (Rhein-Neckar-Zeitung): Aufdeckung eines prominenten Falles der Verquickung von wirtschaftlichen Interessen und politischem Mandat

1983
- 1. Preis: Bernd Stadelmann (Stuttgarter Nachrichten): Berichte über die gesetzeswidrige Verwendung von Hotelmeldezetteln durch den Verfassungsschutz
- 2. Preis: Winfried Rohloff (Frankfurter Rundschau): Untersuchung einer Korruptionsaffäre im Wetteraukreis
- 3. Preis: Michael S. Koziol, Gerd E. Haida und Alfred Schmidt (Haller Tagblatt): Berichte über Gantenwald (nahe Bühlerzell), eine Zwangsaufenthaltsstätte für ausländische Mütter und deren Kinder im Dritten Reich

1984
- 1. Preis: Udo Röbel (Express): Berichterstattung über die Kießling-Affäre
- 2. Preis: Wolfgang Heubach und Joachim Friedrich (Kreiszeitung Böblinger Bote): Beitrag über Wegfall von 80 Arbeitsplätzen durch Grundstücksspekulation
- 3. Preis: Friedhelm Fiedler (Stuttgarter Nachrichten): Beitrag über die Blockade in Möhringen

1985
- 1. Preis: Christine Jäckel (Hannoversche Allgemeine Zeitung): Bericht über Missachtung der menschlichen Würde am Beispiel einer Organspende
- 2. Preis: Hildegund Oßwald (Stuttgarter Zeitung): Beitrag über Benachteiligung von weiblichen Lehrstellenbewerbern durch Arbeitsämter
- 3. Preis: Hans Frieder Baisch, Bernhard Kolb und Kurt Leidner (Pirmasenser Zeitung): Serie Die verratene Region, über das Missverhältnis zwischen Versprechungen der Politiker und der Wirklichkeit

1986
- 1. Preis: Ulrich Neufert (Hannoversche Allgemeine Zeitung): Aufdeckung eines Sprengstoffanschlages auf die Mauer der JVA Celle durch den Verfassungsschutz
- 2. Preis: Heinz-Jürgen Ziller (Westfälischer Anzeiger): Titelschwindel und Bestechungsskandal (sogenannte Masannek-Affäre) in der Stadt Hamm[2]
- 3. Preis: Wilfried Voigt (Frankfurter Rundschau): Untersuchung von Missständen in der Leitung der chirurgischen Großabteilung eines Krankenhauses

1987
- 1. Preis: Michael Emmrich (Frankfurter Rundschau): Berichte über Intoleranz in einer hessischen Gemeinde gegenüber einem jüdischen Arzt
- 2. Preis: Cornelia Bolesch, Frauke Henning-Bodewig, Klaus Ott und Karl-Otto Saur (Süddeutsche Zeitung): Artikelserie über Schleichwerbung im Fernsehen
- 3. Preis: Günter Stefan Cossmann (Badische Neueste Nachrichten): Berichterstattung über Verschwendung von Steuergeldern im Landeshaushalt

1988
- 1. Preis: Michael Stiller (Süddeutsche Zeitung): Aufdeckung der Verwicklungen des Präsidenten der Bayerischen Landesbank in private Geschäfte
- 2. Preis: Michael Reinhard, Christoph Stollowsky und Andreas Werner (Frankfurter Rundschau): Einsatz zugunsten einer von Abschiebung bedrohten Asylbewerber-Familie
- 3. Preis: Justin Westhoff (Der Tagesspiegel): Beiträge über Risiken der Zelltherapie

1989
- 1. Preis: Kurt Kister (Süddeutsche Zeitung): Aufdeckung der Verbindungen, die MdB Alfred Mechtersheimer mit Gaddafi unterhalten hatte
- 2. Preis: Hans-Joachim Lang (Schwäbisches Tagblatt): Untersuchung der Praktiken einer Großen Strafkammer am Tübinger Landgericht
- 3. Preis: Gerd Kempf (Heilbronner Stimme): Aufdeckung des Finanzgebarens eines als gemeinnützig anerkannten Vereins

### 1990 bis 1999
1990
- 1. Preis: Jan von Flocken, Erwin Jurtschitsch und Michael Klonovsky (Der Morgen): Aufdeckung und Behandlung von Menschenrechtsverletzungen durch die DDR-Justiz
- 2. Preis: Angela Böhm (Abendzeitung): Artikel über dubioses Grundstücksgeschäft der Münchner Caritas
- 3. Preis: Wolfgang Eitler (Dachauer Neueste Nachrichten): Artikelserie über skandalöse Geschäfte im Zusammenhang mit dem Pflegenotstand

1991
- 1. Preis: Rolf Hartmann (Westdeutsche Allgemeine Zeitung): Aufdeckung der gegenseitigen Begünstigung von Bochumer Ratsmitgliedern bei städtischen Aufträgen und Grundstücksverkäufen
- 2. Preis: Barbara Debus (taz): Aufdeckung von Ämterschacher in Bremen – eigens für einen Parteipolitiker sollte eine Professur für politische Wissenschaften eingerichtet werden
- 3. Preis: Marc Frey (Frankfurter Rundschau): Artikelserie über Ausbreitung und Einfluss des organisierten Verbrechens im Rhein-Main-Gebiet

1992
- 1. Preis: Hannes Krill (Süddeutsche Zeitung): Artikelserie über die Missstände beim ärztlichen Dienst der Arbeitsämter
- 2. Preis: Bettina Markmeyer und Henrike Thomsen (taz): Berichterstattung über einen Racheakt von deutschen Jugendlichen an einem rumänischen Asylbewerber
- 3. Preis: Karl-Friedrich Kassel und Jörn Rehbein (Elbe-Jeetzel-Zeitung): Berichte über Korruption von Kommunen durch hohe Zuwendungen aus dem Gorleben-Fonds, um ein wohlwollendes Verhalten gegenüber dem Brennelemente-Zwischenlager Gorleben zu erreichen

1993
- 1. Preis: Susanne Leimstoll, Joa Schmid und Reimund Schwarz (Neue Württembergische Zeitung und Mitteldeutscher Express): Aufdeckung von Betrug durch einen westdeutschen Unternehmer in Ostdeutschland
- 2. Preis: Fridolin Engelfried, Christiane Schlötzer-Scotland, Hans Holzhaider, Klaus Ott und Michael Stiller (Augsburger Allgemeine und Süddeutsche Zeitung): Enthüllungen in der Amigo-Affäre
- 3. Preis: Gerdpeter Hohaus (Hamburger Morgenpost): Berichterstattung über den Bestrahlungskandal in einer Hamburger Klinik

1994
- 1. Preis: Karl-Heinz Steinkühler und Hans-Joachim Block (Neue Westfälische): Aufdeckungen im Balsam-Skandal.[3]
- 2. Preis: Michael Emmrich (Frankfurter Rundschau): Berichterstattung über Pläne des Europarats, Gen-Manipulation zu ermöglichen
- 3. Preis: Josef-Otto Freudenreich (Stuttgarter Zeitung): Berichterstattung über skandalöse Trainingsmethoden bei jungen Eiskunstläufern

1995
- 1. Preis: Detlev Drewes (Augsburger Allgemeine): Aufdeckung von kriminellem Datenmissbrauch zur Vermittlung von Kinderprostitution
- 2. Preis: Jürgen Dahlkamp und Thomas Franke (Frankfurter Allgemeine Zeitung): Untersuchung von Korruption bei einer gemeinnützigen Wohnungsgesellschaft in Frankfurt
- 2. Preis: Ulrich Berger (Passauer Neue Presse): Berichterstattung über ein sogenanntes „Großprojekt“ in Eggenfelden
- 3. Preis: Dietrich Schröder und Beata Bielecker (Märkische Oderzeitung): Berichterstattung über Polizeiwillkür im deutsch-polnischen Grenzgebiet

1996
- 1. Preis: Barbara Bollwahn (taz): Reportage über einen ausländerfeindlichen Überfall in Mahlow
- 2. Preis: Bernhard Fokken, Gerwin Gräfe, Fritz Harders und Jan Kaymer (Ostfriesen-Zeitung): Aufdeckung eines Falles von Bereicherung bei einer sozialen Einrichtung in Leer
- 3. Preis: Peter Tiede (Märkische Allgemeine): Arbeit über Grundstückskäufe der Gemeinde Fahrland

1997/98
- 1. Preis: Klaus Ott (Süddeutsche Zeitung): Berichte über die geplante Kreditvergabe an Leo Kirch durch die Bayerische Landesanstalt für Aufbaufinanzierung
- 2. Preis: Andreas Müller (Stuttgarter Zeitung): Artikel über fragwürdiges Verhalten von hochrangigen Finanzbeamten des Landes Baden-Württemberg in Steuerangelegenheiten
- 3. Preis: Michael Erbach (Potsdamer Neueste Nachrichten): Untersuchung der unkorrekten Vergabe eines Millionenauftrages durch den Potsdamer Verkehrsbetrieb

1999
- 1. Preis: Andreas Scharf (Stuttgarter Nachrichten): Aufdeckung des Machtmissbrauchs eines Landesministers
- 2. Preis: Karl Doemens (Frankfurter Rundschau): Berichterstattung über die Vergabepraxis von Aufträgen in Wiesbadener Ministerien
- 3. Preis: Detlev Burrichter und die Lokalredaktion Hamm (Westfälischer Anzeiger): Beiträge zur „Santa-Monica-Platz-Affäre“

### 2000 bis 2009
2000
- 1. Preis: Michael Stiller, Conny Neumann und Sebastian Beck (Süddeutsche Zeitung): Berichterstattung über die finanzielle Misere bei der staatlichen Landeswohnungs- und Städtebaugesellschaft, Bayern
- 2. Preis: Michael Fröhlingsdorf (Trierischer Volksfreund): Recherche über die finanziellen Machenschaften des Geschäftsführers der Caritas-Trägergesellschaft, Trier
- 3. Preis: Axel Busse (Märkische Oderzeitung): Untersuchung über die Beschäftigung von ehemaligen Stasi-Mitarbeitern in öffentlichen Einrichtungen

2001
- 1. Preis: Meinrad Heck (Stuttgarter Zeitung): Aufdeckung von Betrug in der sogenannten FlowTex-Affäre
- 2. Preis: Arnd Festerling (Frankfurter Rundschau): Aufdeckung der falschen Darstellung einer Brückenbombardierung bei Grdelicka durch die NATO im Kosovokrieg
- 3. Preis: Christoph Irion (Berliner Morgenpost): Berichte über die unrechtmäßige Verfolgung von MdB Ronald Pofalla durch die nordrhein-westfälische Justiz
- Sonderpreis für Hans Leyendecker (Süddeutsche Zeitung) für seine außerordentlichen Leistungen bei der Aufdeckung der CDU-Spendenaffäre

2002
- 1. Preis: Ralf Schönball (Der Tagesspiegel) und Ewald B. Schulte (Berliner Zeitung): Berichterstattung zum Berliner Bankenskandal
- 2. Preis: Simone Wendler (Lausitzer Rundschau): Untersuchung einer Korruptionsaffäre bei einem Unternehmen der Stadt Cottbus
- 3. Preis: Jürgen Schreiber (Der Tagesspiegel): Recherchen über die Frankfurter Vergangenheit Joschka Fischers

2003
- 1. Preis: Redaktion des Kölner Stadtanzeiger (Kölner Stadt-Anzeiger): Recherchen zum Kölner Müllverbrennungsskandal
- 2. Preis: Florian Hassel (Frankfurter Rundschau) und Tomas Avenarius (Süddeutsche Zeitung): Recherchen und Berichte über den Tschetschenien-Krieg
- 3. Preis: Pegnitzer Lokalredaktion (Nordbayerischer Kurier): Manipulation von Schulbüchern in einer einem Kloster angeschlossenen Realschule („Auerbacher Schulbuchskandal“)

2004
- 1. Preis: Jürgen Schreiber (Der Tagesspiegel) und Horst Cronauer (Bild): Berichterstattung über den Mordfall Jakob von Metzler, insbesondere die Gewalt-Androhung der Frankfurter Polizei beim Verhör des Tatverdächtigen
- 2. Preis: Andreas Jungbauer (Main-Post): Umbenennung der Würzburger Sporthalle (vormals nach Carl Diem benannt) sowie Umbenennung der gleichnamigen Sportmedaille
- 3. Preis: Sonia Shinde (Financial Times Deutschland): Aufdeckung eines Betrugs mit falschem Zahnersatz, in den Zahnärzte und die Firma Globudent verstrickt waren

2005
- 1. Preis: Frank Seidlitz (Die Welt): Aufdeckung der geplanten Zerschlagung des Baustoff-Konzerns Readymix durch die Konkurrenten
- 2. Preis: Jens Weinreich (Berliner Zeitung): Enthüllungen über Unregelmäßigkeiten bei der missglückten Leipziger Olympiabewerbung im Jahr 2004
- 3. Preis: Thomas Fritz und Rainer Stumpf (Main-Post): Verhinderung der Versuche des 1. Bürgermeisters von Markt Zell am Main, das Informationsrecht der Presse auszuhöhlen

2006
- 1. Preis: Frank Thonicke (Hessische/Niedersächsische Allgemeine): Aufdeckung von Käuflichkeit journalistischer Leistungen in der Sportredaktion des HR
- 2. Preis: Michael Ohnewald (Stuttgarter Zeitung): Missbräuchliche Ausnutzung von Sozialleistungen und Desinteresse der BA an Aufklärung
- 3. Preis: Jörg Klotzek und Martin Riedlaicher (Passauer Neue Presse): Selbstbedienung eines „Ehrenämterkönigs“ (Affäre Huber)

2007
- 1. Preis: Marion Girke und Christian Denso (Hamburger Abendblatt): Berichte über eine alte Dame, die nach ihrer Entmündigung durch den Staat bzw. die Gemeinde enteignet wurde
- 2. Preis: Hans Leyendecker und Nicolas Richter (Süddeutsche Zeitung): Berichterstattung im Fall des von der CIA gekidnappten Deutsch-Libanesen El Masri und der Haltung der Bundesregierung dazu
- 3. Preis: Ekkehard Rüger (Westdeutsche Zeitung/Bergischer Volksbote): Recherchen und Berichte über den geplanten Besuch des Aufsichtsrats und der Gesellschafterversammlung der Burscheider Stadtwerke auf eine norwegische Förderplattform, finanziert durch zwei Energiekonzerne

2008
- 1. Preis: Frank Jansen (Der Tagesspiegel) für seine Reportage über die Verharmlosung rechtsradikaler Straftaten
- 2. Preis: Angela Böhm (Abendzeitung) recherchierte die Bespitzelung der Fürther Landrätin Gabriele Pauli durch die Bayerische Staatskanzlei
- 3. Preis: David Schraven (Freier Journalist) für seinen Beitrag über Trinkwasser verschmutzende, giftige Chemikalien in der Ruhr für die Welt am Sonntag
- Volontärspreis: Thomas Thiel (Frankfurter Allgemeine Zeitung)

2009
- 1. Preis: Mattias Thieme und Jörg Schindler (Frankfurter Rundschau) für ihre Recherchen über die Unicef-Spendenaffäre
- 2. Preis: Christiane Wolff (Trierischer Volksfreund) für ihre Recherchen über Unregelmäßigkeiten bei der Verwendung staatlicher Fördergelder bei der Handwerkskammer Trier.
- 3. Preis: Jürgen Bock (Stuttgarter Nachrichten) für seine Recherchen über Unzulänglichkeiten bei der Notfallrettung in Baden-Württemberg
- Volontärspreis: Philipp Eppelsheim (Frankfurter Allgemeine Zeitung) für seine Arbeit über Schulschließungen im ländlichen Raum

### 2010 bis 2019
2010
- 1. Preis: Lisa Inhoffen, Rita Klein, Bettina Köhl, Bernd Leyendecker, Florian Ludwig und Wolfgang Wiedlich (General-Anzeiger): Aufdeckung von Missständen beim 200-Millionen-Euro-Projekt World Conference Center Bonn
- 2. Preis: Christine Kröger (Weser-Kurier): Recherchen im Rockermilieu
- 3. Preis: Roland Kirbach (Die Zeit): Analyse von Finanztransaktionen deutscher Gebietskörperschaften mit der Praxis des Cross-Border-Leasing
- Volontärspreis: Steven Hanke (Märkische Allgemeine): Arbeit über Praxis der Verteilung von Bußgeldeinnahmen durch Richter und Staatsanwälte

2011
- 1. Preis: Jens Anker, Michael Behrendt, Joachim Fahrun, Uta Keseling, Anne Klesse und Daniel Müller (Berliner Morgenpost) „thematisierten als erste die sexuellen Missbrauchsvorgänge am Canisius-Kolleg in Berlin und lösten damit eine Welle weiterer Enthüllungen bundesweit dazu aus“
- 2. Preis: Andreas Damm und Detlef Schmalenberg (Kölner Stadtanzeiger) „brachten relevante und bisher unbekannte Details zum Einsturz des Kölner Stadtarchivs ans Tageslicht“
- 3. Preis: Matthias Thieme (Frankfurter Rundschau) „thematisierte die seit Jahren andauernde Steuerfahnderaffäre in Hessen über einen langen Zeitraum und hielt damit die öffentliche Diskussion darüber wach“
- Nachwuchspreis: Christina Hucklenbroich (Frankfurter Allgemeine Zeitung) „Bericht über einen schwierigen Beruf im Wandel: über die Situation junger Tierärzte“

2012
- 1. Preis: Martin Buchenau, Jürgen Flauger und Sönke Iwersen (Handelsblatt) für Berichterstattung über die umstrittene EnBW-Übernahme der baden-württembergischen Landesregierung unter der Verantwortung von Ministerpräsident Stefan Mappus.[5]
- 2. Preis: Ursula Samary (Rhein-Zeitung). Begründung der Jury: „Sie hat seit 2007 bis heute die ‚rechtswidrige‘ Besetzung der Präsidentenstelle am Oberlandesgericht (OLG) Koblenz verfolgt und an die Öffentlichkeit gebracht, die von der SPD-geführten Landesregierung aus politischen Gründen durchgesetzt worden war Ministerpräsident Kurt Beck (SPD) und sein Justizminister (SPD) mussten die Aktion wieder rückgängig machen – eine peinliche Schlappe, die die Landesregierung offensichtlich umgehen wollte: durch Auflösung eben dieses OLG bzw. durch Fusionierung mit einem anderen Oberlandesgericht.“ Am Ende wurde der Plan der Fusionierung des missliebigen OLGs Koblenz mit einem benachbarten OLG zurückgenommen.[6]
- 3. Preis: Barbara Schönherr (Der Tagesspiegel). Begründung der Jury: „Sie hat in gründlicher und sachkundiger Recherche den ausufernden Missbrauch von staatlichen Geldern im Rahmen der sogenannten Familienhilfe durch Freie Träger aufgezeigt und das System offengelegt: Wer wenig effizient arbeitet, verdient dabei am meisten. In Berlin teilten sich im Jahr 2010 insgesamt 785 Freie Träger einen Kuchen von 408 Millionen Euro.“[5]

2013
- 1. Preis: Christina Berndt (Süddeutsche Zeitung), Jürgen Gückel (Göttinger Tageblatt) und Heike Haarhoff (taz) für ihre Recherchen zu Unregelmäßigkeiten und Fehlentwicklungen in der deutschen Transplantationsmedizin
- 2. Preis: Daniel Drepper und Niklas Schenck (freie Journalisten) für Artikelserie zur intransparenten Olympiasportförderung
- 3. Preis: Olaf Przybilla und Uwe Ritzer (Süddeutsche Zeitung) für ihre Artikelserie über den Fall Gustl Mollath
- Volontärspreis: Silke Bigalke, Sarah Ehrmann, Jannis Brühl, Antonie Rietzschel, Ronen Steinke, Frederik Obermaier, Melanie Staudinger, Christoph Giesen, Oliver Hollenstein, Viktoria Großmann, Cornelius Pollmer, Charlotte Theile, Benedikt Warmbrunn und Anja Perkuhn (Süddeutsche Zeitung) für das von ihnen konzipierte SZ Wochenende über Waffen und deren Bedeutung für Deutschland.[7]

2014
- 1. Preis: Angela Böhm (Abendzeitung) für ihre Beiträge zur Aufdeckung der bayerischen Verwandtenaffäre
- 2. Preis: Peter Berger und Joachim Frank (Kölner Stadtanzeiger) für ihre Berichterstattung über den Umgang der katholischen Kirche mit vergewaltigten Frauen. Im Januar 2013 war einer betroffenen Frau in zwei katholischen Kliniken in Köln die Pille danach verweigert worden
- 3. Preis: Rudi Kübler und Christoph Mayer (Südwest Presse) für ihre Recherchen rund um die Fehler beim Neubau der Chirurgie des Ulmer Universitätskrankenhauses. Diese hatten das Klinikum an den Rand des Ruins getrieben

2015
- 1. Preis: Bastian Obermayer und Uwe Ritzer (Süddeutsche Zeitung) für ihre Beiträge zur Aufdeckung der Manipulation zur Wahl zum „Lieblingsauto der Deutschen“
- 2. Preis: Sönke Iwersen und Jan Keuchel (Handelsblatt) für ihre Berichterstattung über ein ärztliches Betrugssystem mit Laborabrechnungen
- 3. Preis: Uschi Ach (Zeitungsgruppe Straubinger Tagblatt/Landshuter Zeitung) und Marc Rath (Volksstimme) für ihre Recherchen rund um in ihrer Region begangene massive Wahlfälschungen bei Kommunalwahlen

2016
- 1. Preis: Pia Heinemann (Welt am Sonntag/Welt/N24) für ihre Berichterstattung über Auswirkungen der Fallpauschalen im deutschen Krankenhauswesen
- 2. Preis: Matthias Meisner (Tagesspiegel) und das Reporter-Team der Sächsischen Zeitung Dresden (Alexander Schneider, Tobias Wolf, Ulrich Wolf) für ihre Beiträge über rechtsextreme Entwicklungen in Sachsen und die Pegida-Bewegung
- 3. Preis: Anne Kunze, Bettina Malter, Stephan Lebert und Fritz Zimmermann (Die ZEIT) über ihre Recherchen zu Problemen des Mindestlohns

2017
- 1. Preis: zu gleichen Teilen an Redaktionsteams von Kölner Stadt-Anzeiger, Kölnische Rundschau und Kölner Express für die journalistische Aufarbeitung der Ereignisse in der Kölner Silvesternacht 2015/2016
- 2. Preis: nicht vergeben
- 3. Preis: Roland Muschel (Südwest Presse) für die Aufdeckung, dass Grüne und CDU bei der Bildung der baden-württembergischen Landesregierung im Mai 2016 (Kabinett Kretschmann II) geheime Nebenabsprachen getroffen haben, die im Widerspruch zum offiziellen Koalitionsvertrag standen

2018
- 1. Preis: Hannes Grassegger und Till Krause, SZ-Magazin, für ihre Dokumentation über den „fast unmenschlichen Job“ der „Cleaner“ bei Facebook
- 2. Preis: Christiane Mühlbauer, Tölzer Kurier, für die Aufdeckung von Unregelmäßigkeiten im Zusammenhang einer Kläranlage in Bayern, die die Politik unter Druck setzten
- 3. Preis: Frank Lahme, Westfälischer Anzeiger, für eine Reportage zu einer Versorgungslücke bei berufsbedingter Berufsunfähigkeit, die der Landtag daraufhin schloss[10]

2019
- 1. Preis: Autorenteam des Handelsblatts (Sönke Iwersen, Leiter des Investigativ-Teams, und die Autoren René Bender, Markus Fasse, Mona Fromm, Jan Keuchel, Alina Liertz, Stefan Menzel, Martin Murphy und Volker Votsmeier) für Recherchen zum Dieselskandal
- 2. Preis: Florian Flade, Journalist der Zeitung Die Welt, für die Recherche der Ermittlungsfehler der Sicherheitsbehörden rund um den Anschlag vom Berliner Breitscheidplatz 2016
- 3. Preis: Journalisten der Hessische/Niedersächsische Allgemeine (Frank Thonicke und Florian Hagemann von der Lokalredaktion Kassel sowie Ex-Chefredakteur Horst Seidenfaden) für die Berichterstattung über Ursachen und Hintergründe des Millionendefizits der documenta 14 im Jahr 2017

### Seit 2020
2020
- 1. Preis: Sebastian Riemer und Klaus Welzel von der „Rhein-Neckar-Zeitung“ für ihre Berichterstattung über einen unausgereiften Bluttest zur Früherkennung von Brustkrebs am Universitätsklinikum Heidelberg
- 2. Preis: Mitarbeiter der Stuttgarter Zeitung und der Stuttgarter Nachrichten für eine Serie über das Thema des Unterrichtsausfalls
- 3. Preis: Michael Kasperowitsch von den Nürnberger Nachrichten für seine Recherchen über die jahrelange Manipulation von Abrechnungen im Rettungsdienst des bayerischen Arbeiter-Samariter-Bundes

2021
- 1. Preis: Birgit Emnet, André Domes, Olaf Streubig vom Wiesbadener Kurier für ihre Berichterstattung über ein System persönlicher Bereicherung beim Kreisverband Wiesbaden der Arbeiterwohlfahrt (Awo)
- 2. Preis: Christian Parth, Axel Splicker vom Kölner Stadtanzeiger für eine siebenteilige Serie über die Strukturen, die ungebremste Macht und Arbeitsweise der sogenannten Clans in NRW
- 3. Preis: Gregor Haschnik, Frankfurter Rundschau, für seine Recherche zu dem gewaltsamen Tod des kleinen, vier Jahre alten Jan H. im Jahre 1988, der sich in der „Obhut“ einer Sekte in Hanau befand

2022
- 1. Preis: Holger Sabinsky-Wolf und Michael Stifter, Augsburger Allgemeine, für ihre Recherchen zur Maskenaffäre der CSU
- 2. Preis: Kersten Augustin und Sebastian Erb, Die Tageszeitung (taz), für ihre Recherchen zu rechtsextremen Vorfällen in Reihen der Bundestagspolizei
- 3. Preis: Boris Hächler und die Lokalredaktion des Fränkischen Tag für eine Serie über die sogenannte Boni-Affäre im Bamberger Rathaus

2023
- 1. Preis: Joachim Frank, Kölner Stadt-Anzeiger, für seine umfassenden Recherchen zum Missbrauchsskandal im Erzbistum Köln
- 2. Preis: Gunter Held, Neue Westfälische, für seine Berichterstattung über einen Sorgerechtsstreit, in dessen Verlauf das Jugendamt der Mutter ihr Kind wegnahm
- 3. Preis: Nina Gessner, Hamburger Morgenpost, über die Vergabe eines Millionenvertrags ohne Ausschreibung

2024
- 1. Preis: Karin Dauscher, Die Rheinpfalz, Bastian Hauck, Rhein-Zeitung, Sebastian Stein, Trierischer Volksfreund, Stephen Weber, Allgemeine Zeitung für die Rekonstruktion behördlichen und staatlichen Versagens, das sich bei der Flut-Katastrophe im Ahrtal 2021 herausgestellt hat
- 2. Preis: Nicola Meier und Vivian Pasquet vom SZ-Magazin für ihre Reportage über einen Notarzteinsatz, bei dem ein Kind einer Familie gestorben war
- 3. Preis: Angelika Kleinhenz, Jonas Keck und Henrik Rampe, Main-Post für ihre Reportage über die unkontrollierte Entnahme von Grundwasser in einem sehr trockenen Gebiet in Unterfranken

2025
Einer der Preise geht an Sönke Iwersen und Volker Votsmeier vom Handelsblatt für ihre Berichterstattung über den Cum-Ex-Skandal und den Umgang mit der Staatsanwältin Anne Brorhilker, die ihn maßgeblich aufdeckte.